# Крюгер, Майрон
Майрон Крюгер (англ. Myron W. Krueger; родился в 1942 году в городе Гэри, штат Индиана, США) — американский компьютерный художник, разработчик ранних интерактивных художественных произведений. Пионер в области исследования виртуальной реальности и дополненной реальности. Один из пионеров гибридного искусства.

## Биография
Майрон В. Крюгер (англ. Myron W. Krueger) - пионер интерактивного  компьютерного искусства и виртуальной реальности, родился в 1942 году в городе Гэри, штат Индиана, США. 
В период с 1962 по 1964	гг. он занимался изучением свободных искусств в Дартмутском колледже, Нью-Гэмпшир, получив степень бакалавра математики.
С 1967 по 1974 гг. он изучал компьютерные науки в Университете Висконсина, где получил   степень магистра и доктора философии в области компьютерных наук.
Он увлекся компьютерным искусством, помогая группе художников и технологов в разработке интерактивной среды GLOWFLOW, светового звука с компьютерным управлением.
Майрон Крюгер с 1969 года работал над созданием искусственной среды, которая реагировала бы на людей, находящихся внутри. Эти изыскания привели к появлению платформы Videoplace. Крюгер начал использовать в качестве источника для создания симуляции поведение других людей. В 1969 году он сотрудничал с Дэном Сандином, Джерри Эрдман и Ричардом Венески об управляемой компьютером среде, называемой «световой поток», управляемой компьютером световой звуковой средой, которая реагирует на людей внутри нее. Крюгер продолжил разработку Metaplay интеграции визуальных эффектов, звуков и техник реагирования в единую структуру. При этом компьютер использовался для создания уникальных взаимоотношений в реальном времени между участниками галереи и художником в другом здании. 
В 1971 году его «Психическое пространство» использовало сенсорный пол для восприятия движений участников по окружающей среде. Более поздний проект Videoplace был профинансирован Национальным фондом искусств, и в 1975 году в Художественном музее Милуоки была показана двусторонняя выставка.
Майрон работал над большим числом различных интерактивных произведений искусства во время изучения информатики в Висконсинском университете.
Получая степень доктора философии в области компьютерных наук в Университете Висконсин-Мэдисон Крюгер работал над рядом первых интерактивных компьютерных произведений искусства. 
В конце 1960-х гг. вводит понятие «искусственной реальности».
С 1974 по 1978 год М. Крюгер проводил исследования в области компьютерной графики в Центре космической науки и инженерии Университета Висконсин-Мэдисон в обмен на институциональную поддержку его работы «Videoplace». 
С  1978 по 1985 гг. он работал  на факультете информатики в Университете Коннектикута, где читал курсы аппаратного и программного обеспечения, компьютерной графики и искусственного интеллекта.
В период с 1980 по  1984 гг. являлся	директором компании-разработчика программного обеспечения First System Corporation в Лос-Анджелесе.
«Видеоплейс» широко выставлялся в контексте искусства и науки в Соединенных Штатах и Канаде, а также был показан в Японии. Он был включен в художественную выставку SIGGRAPH в 1985 и 1990 годах. «Videoplace» также был представлен на выставке SIGCHI (Конференция по взаимодействию компьютера и человека) в 1985 и 1989 годах, а также на фестивале Ars Electronica в 1990 году.
В 1990	удостоен награды Золотая Ника, Ars Electronica, Линц.
Вместо того, чтобы использовать виртуальную реальность на головном дисплее и перчатке для данных (которые появятся позже, в 1980-х годах), он исследовал проекции на стены.
Позже Крюгер использовал оборудование от Videoplace для другого продукта, Small Planet. В этой работе участники могут летать над небольшой трехмерной планетой, созданной компьютером. Летать можно, выставив руки в стороны, как ребенок, притворяющийся летящим, наклоняясь влево или вправо и двигаясь вверх или вниз. Small Planet был показан на выставках SIGGRAPH '93, Interaction '97 (Огаки, Япония), Mediartech '98 (Флоренция, Италия).
Он представлял искусство интерактивности в отличие от искусства, которое бывает интерактивным. То есть идея о том, что исследование пространства взаимодействия между людьми и компьютерами была интересной. Основное внимание уделялось возможностям самого взаимодействия, а не художественному проекту, который, как правило, находит отклик у пользователя. Несмотря на то, что его работа в течение многих лет была несколько неожиданной для мейнстрима VR-мышления, поскольку она продвигалась по пути, кульминацией которого стал архетип «очки и перчатки», его наследие вызвало больший интерес в связи с более поздними технологическими подходами (такими как CAVE и Powerwall). реализации) переходят к подходам к неограниченному взаимодействию,

### Понятие виртуальной и дополненной реальности
Виртуальная реальность (virtual reality, VR) — это компьютерная симуляция реальности или воспроизведение какой-то ситуации. Техническими средствами она воспроизводит мир (объекты и субъекты), передаваемый пользователю через его ощущения: зрение, слух, обоняние, осязание и т.д.виртуальной реальности имитирует как воздействие, так и реакции на воздействие.
Как правило, «погружение» в виртуальную реальность достигается за счет специальных гаджетов. Основные цели:
— создать и улучшить воображаемую реальность игр, развлечений, видео, 3D-фильмов и т.д.;
— улучшить качество жизни, дать возможность подготовиться к определенному событию, создавая имитацию реальности, где люди могут практиковать определенные навыки (например, авиасимулятор для пилотов).
Виртуальная реальность создается с помощью языка кодирования, известного, как VRML (Virtual Reality Modeling Languagе). Его можно использовать для создания серии изображений, а также указать типы взаимодействий между ними.
Термин «дополненная реальность» был предложен исследователем авиа-космической корпорации Boeing Томом Коделом (Tom Caudell) в 1990 году.
Дополненная реальность (augmented reality, AR) — это технология, накладывающая смоделированные компьютером слои улучшений на существующую реальность. Основная цель — сделать ее более выразительной, многогранной и яркой. Дополненная реальность разработана в приложениях и используется на мобильных устройствах.
Самые популярные примеры ДП — параллельная лицевой цветная линия, показывающая нахождение ближайшего полевого игрока к воротам при телевизионном показе футбольных матчей, стрелки с указанием расстояния от места штрафного удара до ворот, «нарисованная» траектория полета шайбы во время хоккейного матча и т. п.